# Bledit
Bledit (nemško Blödit) je hidriran natrijev magnezijev sulfatni mineral s formulo Na2Mg(SO4)2•4H2O. Je brezbarven do rumen, pogosto zatemnjen zaradi nečistoč, in tvori monoklinske kristale. 
Mineral so prvič opisali leta 1821 na rudišču soli Bad Ischl, Gmunden, Avstrija. Imenovali so ga po nemškem mineralogu in kemiku Karlu Augustu Blödeju (1773–1820).
Bledit so našli tudi drugod po svetu v evaporitnih sedimentnih okoljih.